# Buendía-Stausee
Der Buendía-Stausee (spanisch Presa de Buendía) staut den ungefähr 10 km weiter südlich in den Tajo mündenden Río Guadiela etwa 8 km nordwestlich des Ortes Buendía im Zentrum der Landschaft der Alcarria auf der Grenze zwischen den Provinzen Guadalajara und Cuenca in der Autonomen Region Kastilien-La Mancha in Zentralspanien. Ungefähr 20 km nördlich befindet sich die Entrepreñas-Talsperre, die den Fluss Tajo aufstaut.

## Absperrbauwerk
Das Absperrbauwerk ist eine Gewichtsstaumauer aus Beton mit einer Höhe von 79 m über der Gründungssohle. Die Mauerkrone liegt in einer Höhe von ca. 640 m; ihre Länge beträgt 315 m.
Die Staumauer verfügt sowohl über einen Grundablass als auch über eine Hochwasserentlastung.

## Stausee
Bei Vollstau erstreckt sich der Stausee (Embalse de Buendía) über eine Fläche von rund 82 km² und fasst ca. 1.700 Mio. m³ Wasser. Dabei hat er eine Maximallänge von ca. 20 km in Nord-Süd-Richtung bei einer Maximalbreite von gut 2 km.

## Kraftwerk
Das Kraftwerk hat eine Maximalleistung von 782 MW.